# Salvadora Medina Onrubia
Salvadora Medina Onrubia (La Plata, 23 de marzo de 1894-Buenos Aires, 21 de julio de 1972) fue una narradora, poeta, anarquista y feminista argentina. Fue la primera mujer que dirigió un diario en Argentina.

## Biografía
A los 15 años abrazó la causa del joven anarquista llegado de Rusia Simón Radowitzky. Luego de que este atentara contra el jefe de policía de la Capital Federal, Ramón Falcón, responsable de la matanza de la Semana Roja, comenzó una amistad con él por correspondencia. Financió dos intentos de fuga y luego realizó gestiones ante el presidente Hipólito Yrigoyen para que lo indultaran.
El 20 de febrero de 1912, un mes antes de cumplir 18 años, nació su primer hijo, Carlos "Pitón".
En 1913, comenzó su actividad literaria en Gualeguay y en medios de Buenos Aires, como la revista Fray Mocho. A mediados de ese año se mudó de Entre Ríos a la ciudad de Buenos Aires y comenzó a trabajar en el diario anarquista La Protesta. Al poco tiempo conoció a Natalio Félix Botana, un joven periodista que colaboraba en la revista P.B.T. Natalio dio su apellido al hijo de Salvadora y juntos tuvieron tres hijos más: Helvio Ildefonso, Jaime Alberto y Georgina Nicolasa. 
En 1919, se casó con Natalio Botana, luego del nacimiento de su hija menor. Natalio Botana había creado el diario Crítica, que ella dirigiría entre 1946 y 1951, después de la muerte de su esposo.
Fue colaboradora de La Protesta, Fray Mocho y del diario Crítica. En este último, escribió con el pseudónimo Dr. Brea. También publicó artículos en medios como Caras y Caretas, La Nación y El Hogar.
Fue autora de varias piezas dramáticas, como Almafuerte, La solución, Las descentradas, Un hombre y su vida; libros de poesía como El misal de mi yoga y La rueca milagrosa; dos libros de cuentos, El libro humilde y doliente y El vaso intacto y otros cuentos, y una única novela, Akasha. Fue propulsora del teatro para niños.
En 1931 el presidente de facto José Félix Uriburu clausuró el diario Crítica y encarceló al matrimonio. Un grupo de intelectuales solicitaron a Uriburu su «magnanimidad» por su «triple condición de mujer, poeta y madre». Pero ella no estuvo de acuerdo con este pedido y desde la cárcel manifestó su desprecio a Uriburu con la siguiente carta:

Al general Uriburu. Cárcel del Buen Pastor, 5 de julio de 1931
Gral. Uriburu, acabo de enterarme del petitorio presentado al gobierno provisional pidiendo magnanimidad para mí. Agradezco a mis compañeros de letras su leal y humanitario gesto; reconozco el valor moral que han demostrado en este momento de cobardía colectiva al atreverse por mi piedad a desafiar sus tonantes iras de Júpiter doméstico. Pero no autorizo el piadoso pedido... Magnanimidad implica perdón de una falta. Y yo ni recuerdo faltas ni necesito magnanimidades.

Señor general Uriburu, yo sé sufrir. Sé sufrir con serenidad y con inteligencia. Y desde ya lo autorizo que se ensañe conmigo si eso le hace sentirse más general y más presidente. Entre todas esas cosas defectuosas y subversivas en que yo creo, hay una que se llama karma, no es un explosivo, es una ley cíclica. Esta creencia me hace ver el momento por que pasa mi país como una cosa inevitable, fatal, pero necesaria para despertar en los argentinos un sentido de moral cívica dormido en ello. Y en cuanto a mi encierro: es una prueba espiritual más y no la más dura de las que mi destino es una larga cadena. Soporto con todo mi valor la mayor injuria y la mayor vergüenza con que puede azotarse a una mujer pura y me siento por ello como ennoblecida y dignificada. Soy, en este momento, como un símbolo de mi Patria. Soy en mi carne la Argentina misma, y los pueblos no piden magnanimidad.
En este innoble rincón donde su fantasía conspiradora me ha encerrado, me siento más grande y más fuerte que Ud., que desde la silla donde los grandes hombres gestaron la Nación, dedica sus heroicas energías de militar argentino a asolar hogares respetables y a denigrar e infamar una mujer ante los ojos de sus hijos... y eso que tengo la vaga sospecha de que Ud. debió salir de algún hogar y debió también tener una madre. Pero yo sé bien que ante los verdaderos hombres y ante todos los seres dignos de mi país y del mundo, en este inverosímil asunto de los dos, el degradado y envilecido es Ud. y que usted, por enceguecido que esté, debe saber eso tan bien como yo.

General Uriburu, guárdese sus magnanimidades junto a sus iras y sienta como, desde este rincón de miseria, le cruzo la cara con todo mi desprecio.

Entre los documentos fundamentales sobre lo que significó la dictadura de Uriburu, tres son de Salvadora Medina Onrubia: Orden político, institución siniestra, publicado en Crítica y reproducido en Los torturados, el Prólogo a El martirologio argentino, de Carlos Giménez, y Uriburu (el principio de una contribución a la historia), todos de 1932.
Al morir, en 1972, quedó inédito un libro de su autoría, Los mil claveles colorados, aguafuertes sobre los amigos anarquistas de su juventud. El libro fue editado junto a ¡Arroja la bomba! Salvadora Medina Onrubia y el feminismo anarco, de Vanina Escales.

## Documental
En 2017, la realizadora Daiana Rosenfeld estrenó Salvadora, un documental sobre la vida de Salvadora Medina Onrubia.